# Ентони Џејмс Легет
Сер Ентони Џејмс Легет (енгл. Sir Anthony James Leggett; Лондон, 26. март 1938) амерички је научник британског порекла, професор физике на Универзитету Илиноиса у Урбани. Важи за врхунског ауторитета у области физике ниских температура. За свој пионирски рад у области суперфлуидности награђен је Нобеловом наградом за физику 2003. Поставио је теоријске основе које описују понашање флуидног и суперфлуидног хелијума и других сличних супстанци.
Својим радом дао је допринос развоју квантне физике макроскопских дисипативних система и примени система кондензације за проверу теорија квантне механике.